# 亀岡百首
亀岡百首（かめおかひゃくしゅ）は、慶長7年（1602年）2月27日、直江兼続が米沢藩上杉家家臣や僧侶などの雅友20余人と共に置賜郡亀岡（現山形県東置賜郡高畠町亀岡）にある大聖寺亀岡文殊堂に詣で、詩歌の席を設けて奉納した百首の詩歌である。より詳しくは亀岡文殊堂奉納詩歌百首といい、原短冊が大聖寺に残されている。
漢詩33首（6人）と和歌67首（21人）の合計100首（27人）からなる。文人としても名高い直江兼続（漢詩7首）、前田慶次（和歌5首）、直江の実弟大国実頼（和歌5首）ら有名な武将の詩歌があり、歴史資料・文化資料として高い価値を有する。